# Champagnerkrieg

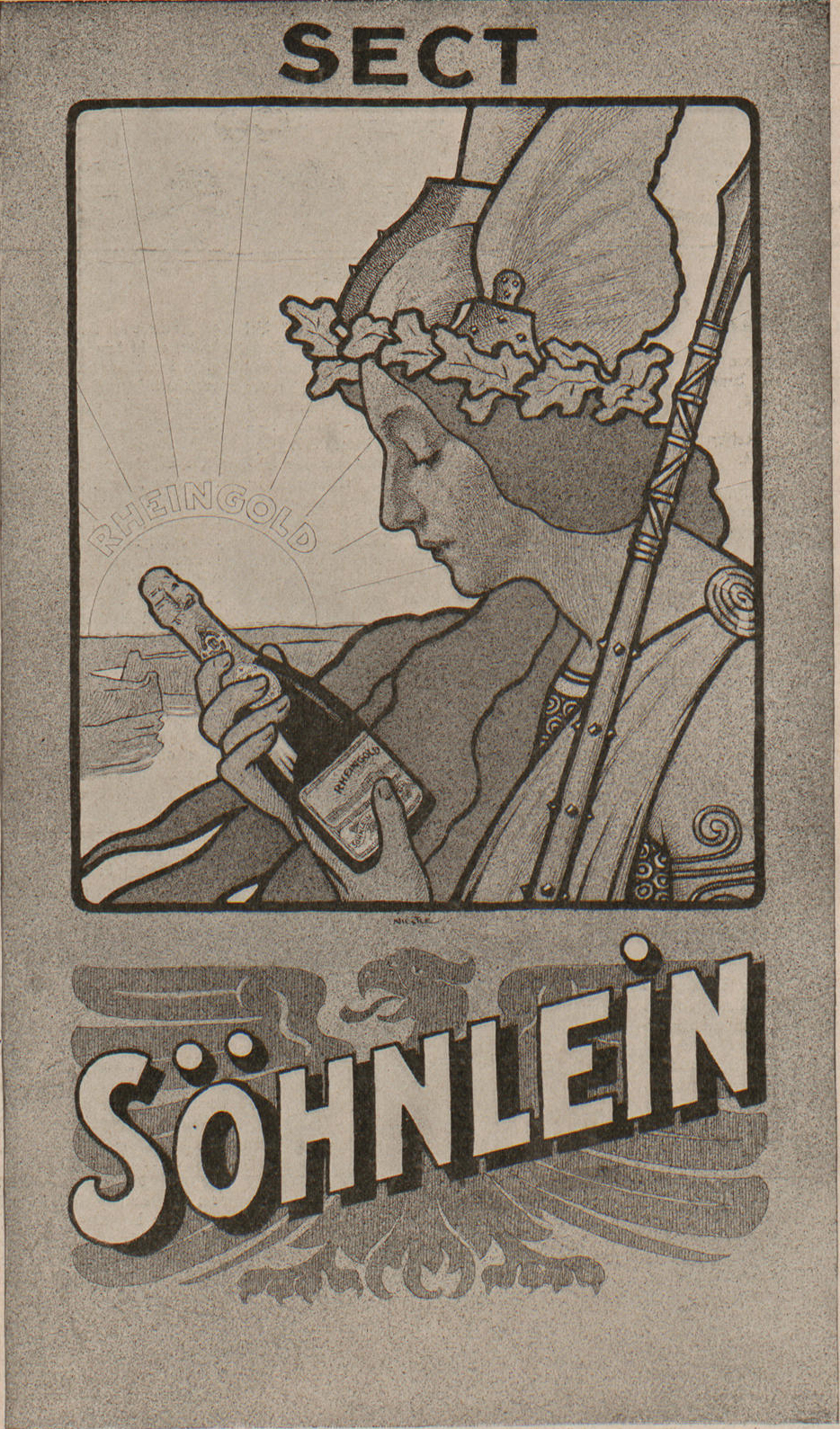
Söhnlein & Co., Marke Rheingold (Reklame von 1901)
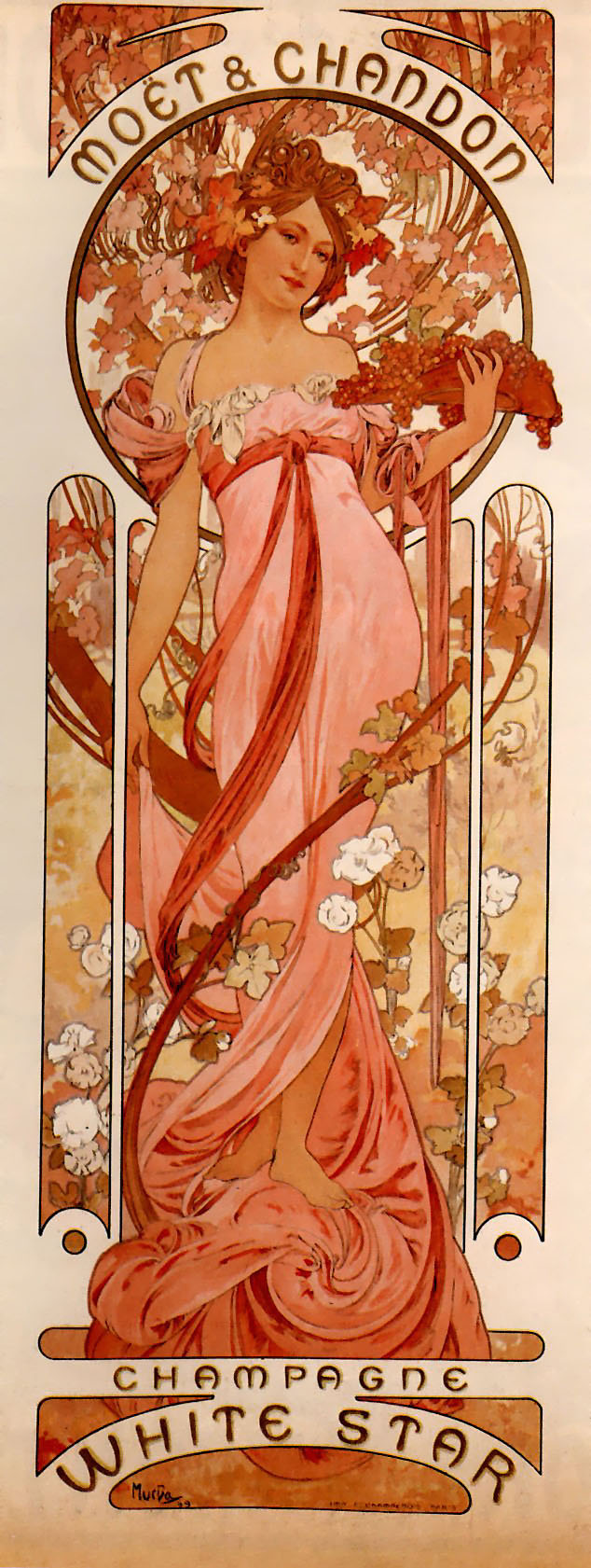
Moët & Chandon, Marke White Star (1899)

Als Champagnerkrieg (auch: deutsch-französischer Champagnerkrieg) wurde eine weltweit Aufsehen erregende Auseinandersetzung zwischen zwei Schaumweinherstellern zu Beginn des 20. Jahrhunderts bekannt. Das französische Unternehmen Moët & Chandon führte einen zweijährigen Presse- und Rechtsstreit mit dem deutschen Konkurrenten Söhnlein & Co., Rheingauer Schaumweinkellerei Act. Ges. um eine bei einer Schiffstaufe im Jahr 1902 verwendete Schaumweinflasche. Die ursprünglich für die Schiffstaufe vorgesehene Flasche mit deutschem Rheingold-Sekt von Söhnlein war heimlich durch eine mit französischem Moët & Chandon-Champagner ersetzt worden.

## Geschichte
Der deutsche Kaiser Wilhelm II. hatte im Jahr 1901 den Schiffskonstrukteur Archibald Cary Smith mit der Planung für einen neuen Schoner beauftragt, der als Rennyacht in der Lage sein sollte, an Schiffsregatten erfolgreich teilzunehmen. Die Meteor III wurde auf der Werft von Townsend & Downey auf Shooters Island in New York City gebaut. Der Bau des Schiffes hatte bei der deutschen Presse bereits wegen des finanziellen Aufwandes und der Beauftragung einer US-Werft zu Kritik geführt. Der Kaiser hatte die amerikanische Werft sowohl aufgrund deren Fertigkeit im Bau schneller Schiffe wie auch als „Versöhnungsgeste“ zwischen den beiden Ländern gewählt, da die aggressive deutsche Außenpolitik der letzten Jahre bei den Amerikanern Misstrauen geweckt hatte.
Mit der feierlichen Indienststellung seines neuen Schiffes wollte Wilhelm II. seine Sympathie mit den Vereinigten Staaten zum Ausdruck bringen. Die Vertretung durch seinen Bruder, Prinz Heinrich, der anlässlich der Taufe eine „politische Propagandareise“ durch die USA absolvierte, sollte nach Vorstellung des Kaisers zu einer deutsch-amerikanischen Annäherung führen und so dem Entstehen einer allzu engen angloamerikanischen Allianz entgegenwirken.

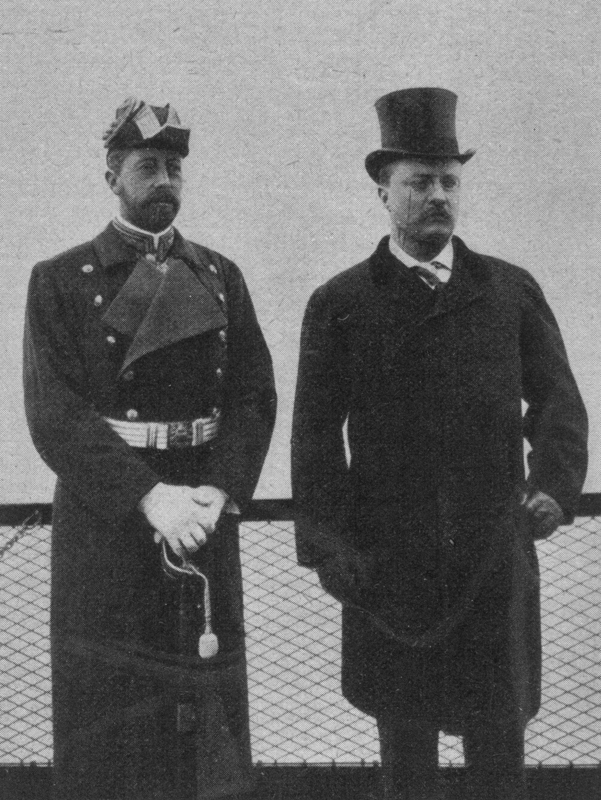
Prinz Heinrich von Preußen und Theodore Roosevelt während der Taufe der Yacht auf Shooters-Island, 25. Februar 1902

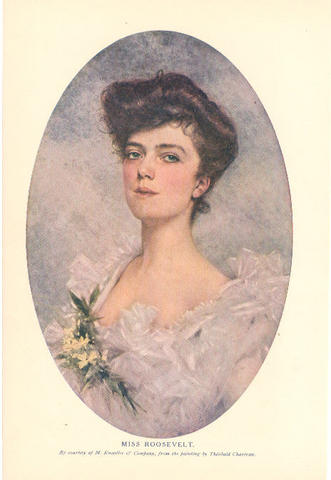
Taufpatin Alice Roosevelt

Prinz Heinrich und Alice Roosevelt auf der für die Schiffstaufe errichteten Plattform. Vom Schiffsdeck hängt die von einer silbernen Halterung eingefasste Taufflasche an einer silbernen Kette

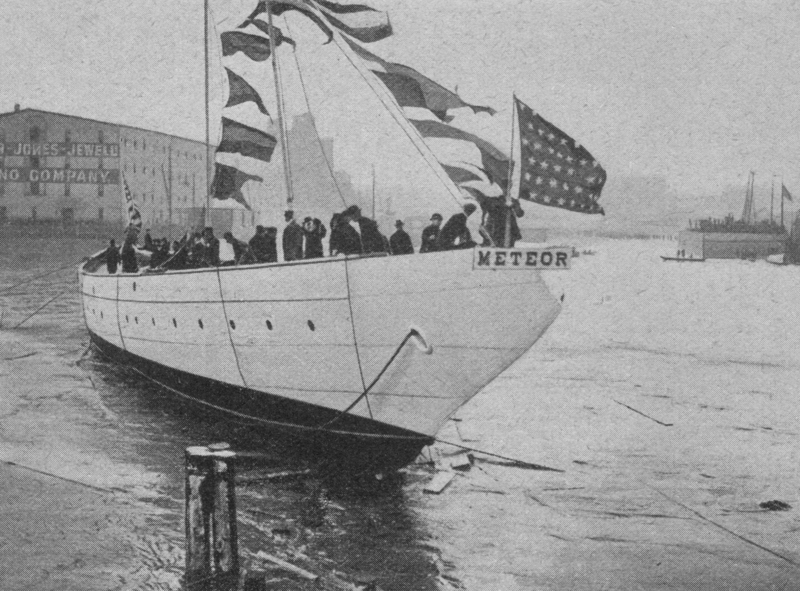
Stapellauf der Meteor am 25. Februar 1902

### Schiffstaufe
Am 25. Februar 1902 fanden Schiffstaufe und Stapellauf der Meteor statt. Prinz Heinrich war dazu als Vertreter des Kaisers auf der Yacht Hohenzollern nach Amerika gereist. Alice Roosevelt, die achtzehnjährige Tochter des amerikanischen Präsidenten, taufte den Neubau; eine weibliche Taufpatin war für zivile Schiffe üblich. Zur Festgesellschaft gehörten neben viel Prominenz und dem Ehepaar Roosevelt auch der Botschafter des Deutschen Reichs in den USA, Theodor von Holleben, Konteradmiral Friedrich von Baudissin und der Bürgermeister der Stadt New York, Seth Low. Das Ereignis wurde in der amerikanischen Öffentlichkeit mit großer Aufmerksamkeit verfolgt.
Um 10:40 Uhr zerschlug Alice Roosevelt eine Schaumweinflasche an der Schiffswand und taufte das Schiff auf Englisch im Namen des deutschen Kaisers. Danach zertrennte sie mit einem kleinen Beil die Taue, die die Meteor hielten, so dass die Yacht von der Helling ins Wasser gleiten konnte. Prinz Heinrich überreichte ihr einen Blumenstrauß.
Im Anschluss an die Taufe waren die Gäste der Zeremonie von der Werft zu einem Essen eingeladen, das im geschmückten Schnürboden von Townsend-Downey stattfand. Die Menükarte zu dem Essen („Luncheon to the President of the United States and H.R.H. Prince Henry of Prussia“) zeigte die Zeichnung einer Flasche der Marke White Seal von Moët & Chandon sowie die Benennung der gereichten Getränke: White-Seal-Champagner-Punsch sowie White-Seal-Magnumflaschen. Der Präsident und der Prinz waren für eine kurze Zeit anwesend; es wurde mehrfach mit Champagner angestoßen. Danach setzten ausgewählte Teilnehmer zu einem weiteren Mittagessen auf die Hohenzollern über. Am Abend gab der Bürgermeister zu Ehren von Prinz Heinrich ein Bankett im Metropolitan Club.

### Söhnlein-Marketing
Die Rheingauer Schaumweinkellerei Söhnlein & Co. hatte bereits im ausgehenden 19. Jahrhundert die Bedeutung von Marken und Werbung erkannt. 1876 war Söhnlein Rheingold als erste Sektmarke in das deutsche Markenregister eingetragen worden. Ein Jahr vorher hatte Kaiser Wilhelm I. verfügt, dass zur Schiffstaufe beim Stapellauf deutscher Kriegsschiffe nur deutscher Sekt verwendet werden dürfe, die Marke Rheingold sei zu nutzen.
Im Vorfeld des Stapellaufs der Meteor hatten Vertreter von Söhnlein & Co. eine Immediatbitte an den Kaiser gerichtet, den Festsekt stellen zu dürfen, der der Kaiser entsprochen hatte. Das in Milwaukee ansässige deutsch-amerikanische Festkomitee zur Vorbereitung der Veranstaltung hatte entsprechend die Verwendung eines Söhnlein-Schaumweines angeordnet. Auch der deutsche Botschafter hatte auf diese Entscheidung hingewirkt. Die von Söhnlein zur Verfügung gestellte Magnumflasche der Marke Rheingold, für die von der deutschen Gemeinschaft in Milwaukee ein spezielles Lederetui mit silbernem Schloss angefertigt worden war, hatte die deutsche Botschaft mit Anweisung zur Verwendung an die den Taufakt organisierende amerikanische Schiffswerft liefern lassen. Auf dem Deckel des Etuis befand sich eine eingravierte Widmung:

„Des deutschen Rheines flüssiges Gold, kredenzt von der deutschesten Stadt des Landes als ein Trankopfer der unverbrüchlichen Freundschaft zwischen den beiden Nationen, welche unserem Herzen am nächsten stehen. Milwaukee, im Februar 1902.“

In einer u. a. in der Kunst- und Literaturzeitschrift Jugend (Ausgabe 14/1902) geschalteten Anzeige von Söhnlein & Co. wurde stolz die Verwendung des Rheingold-Sektes beim Festakt als „Taufsect der Kaiserlichen Schooner-Yacht Meteor, Taufe durch Miss Alice Roosevelt, Tochter des Präsidenten der Vereinigten Staaten von Nord-Amerika“ angekündigt. Zu Marketingzwecken hatte Söhnlein & Co. den Graphiker Emil Krupa-Krupinski beauftragt, eine vierteilige Korrespondenzkartenserie „Prinz Heinrich in Amerika“ zu gestalten. Die vier Postkarten waren mit Spruchbändern übertitelt, die die jeweils dargestellten Vorgänge beschrieben:
Nr. 1: „Der Empfang im Weissen Haus zu Washington, Prinz Heinrich betritt New York, 23. Februar“

Nr. 2: „Die Taufe der neuen Kaiseryacht Meteor auf Shooters Island am 25. Februar 1902“

Nr. 3: „Das grosse Festbankett der amerikanischen Presse zu Ehren des Prinzen 26. Februar 1902“

Nr. 4: „Huldigung der deutschen Vereine am Abend des 26. Febr. vor dem Hause des Deutschen Männergesangsvereins zu New York“
Karte Nr. 2 führte dazu die Aufschrift „Rheingold – Taufsect S. M. Schooneryacht Meteor u. der Schiffe der deutschen Kriegsmarine“.

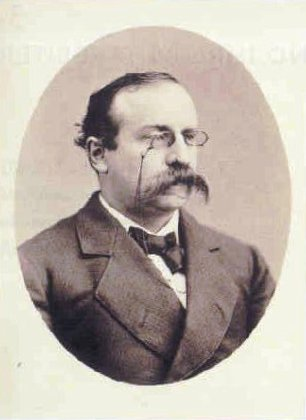
Der deutsche Botschafter in den USA, Theodor von Holleben

### Skandal
Bereits am Vorabend der Schiffstaufe war es zu einer Verstimmung der deutschen Gäste gekommen. Roosevelt hatte zu Ehren der deutschen Delegation am 24. Februar ein außergewöhnlich opulentes Herren-Bankett im East Room des Weißen Hauses gegeben. Zu diesem festlichen Abendessen wurde Champagner von Moët & Chandon ausgeschenkt. Die werbewirksame Verwendung von Moët & Chandon hatte deren umtriebiger Importeur arrangiert, der auch als „Champagne King“ bekannte George Alexander Kessler. Er stellte nicht nur Magnumflaschen der Moët & Chandon-Marken Brut Imperial und White Seal kostenfrei zur Verfügung, sondern hatte auch Einfluss auf die Herstellung der aufwändig mit Schleifen gestalteten Menükarte genommen, in der auf den französischen Champagner Bezug genommen wurde.
Am Tage nach der Schiffstaufe erschienen in der deutschsprachigen Presse zunächst – teilweise von Söhnlein & Co. initiierte – positive Artikel zu der Schiffstaufe, in denen auch die Verwendung des deutschen Sektes beim Taufakt angesprochen wurde.

„Auf deutschem Weinboden ist der Rebensaft gezogen worden, dessen Umhüllung am Bug der Kaiserlichen Yacht zerschellte, ehe diese dem Element ihrer Bestimmung zueilte.“

Wie die Öffentlichkeit jedoch kurz darauf aus der französischen Presse erfuhr, war die Meteor mit französischem White-Star-Champagner getauft worden. In entsprechenden Artikeln und von Moët & Chandon geschalteten Anzeigen wurde von einem großen Erfolg für die Champagnermarke berichtet. Vertreter von Söhnlein & Co. widersprachen dieser Behauptung in veröffentlichten Erklärungen und baten Botschafter von Holleben um eine entsprechende Bestätigung. Zunächst bestätigte Holleben die Verwendung des deutschen Sektes. Kurz darauf stellte sich aber heraus, dass Kessler nicht nur die von ihm vertretenen Champagnermarken beim Präsidentenbankett sowie dem Mittagessen auf der Werft untergeschoben hatte, sondern den vorgesehenen Taufsekt Rheingold kurz vor dem Stapellauf durch ein Produkt von Moët & Chandon hatte ersetzen lassen. Für den heimlichen Umtausch hatte Kessler dem Werftbesitzer USD 5.000 bezahlt. Holleben musste folgend einräumen, bezüglich des verwendeten Schaumweines getäuscht worden zu sein: Die Rheingold-Sektflasche in der von der Botschaft an die Werft gesandten Schatulle war kurz vor dem Stapellauf ohne sein Wissen ausgetauscht worden.
Dies löste in Deutschland eine Welle der Empörung aus und erregte die Gemüter auch anderer Nationen. Der Kaiser war so verärgert, dass er Holleben kurzzeitig nach Deutschland zurückbeordern ließ.

„Besondere Blüten trieb die Nationalisierung des Schaumweines – hier Sekt und dort Champagner – in der sogenannten Meteoraffäre. … Hier verstand man keinen Spaß: Die Ehre des Reiches mit Champagner besudelt! Dies war eine nationale Frage ersten Ranges!“

Kessler, der in französischen und amerikanischen Zeitungen als cleverer Geschäftsmann beschrieben wurde, dem ein beeindruckender Coup gelungen sei, reiste später ebenfalls nach Berlin, um im Rahmen einer Privataudienz Oberhofmarschall August Graf zu Eulenburg die Vorgänge zu erklären. Am 30. März 1902 schrieb Eulenburg an Kessler, dass der Kaiser sich für überreichte Fotos zur Schiffstaufe bedanke, sie seien in das Hohenzollernmuseum überführt worden. Ebenso soll eine an den Kaiser gesandte Flasche Moët & Chandon an dieses Museum weitergegeben worden sein.
Präsident Roosevelt, einem reformorientierten Politiker, der gegen Korruption kämpfte, war der Vorgang um die ausgetauschten Flaschen und die folgenden Veröffentlichungen sehr unangenehm. Er legte fest, dass bei anstehenden Taufen von amerikanischen Kriegsschiffen die Sektmarke Rheingold verwendet werden solle. Auch die deutsche Botschaft in den USA war erheblich in den Fall involviert; der Vorgang wurde als Taufwein-Schwindel („Christening wine swindle“) in den Unterlagen des Auswärtigen Amtes erfasst.

### Prozess
Es folgte ein als „Jahrhundertprozess“ oder wegen des außergewöhnlich hohen Streitwertes auch als „Millionen-Prozess“ bezeichnetes Gerichtsverfahren, das Monate nach der Schiffstaufe erneut weltweit Aufmerksamkeit erregte.
Kessler sah sich durch die Falschangaben von Söhnlein & Co. zur verwendeten Schaumweinmarke geschädigt:

„Es ist von äußerster Wichtigkeit, der Öffentlichkeit die Wahrheit über diesen Vorfall mitzuteilen, da die Moët & Chandon-Gesellschaft sowie ich selbst moralisch und finanziell durch diese falschen Angaben schwer geschädigt worden sind.“

Der französische Champagner-Produzent verklagte Söhnlein & Co. vor dem Königlichen Landgericht in Wiesbaden auf Schadenersatz über 1 Million Mark sowie Unterlassung. Kessler erklärte, dass die Summe im Erfolgsfall an eine wohltätige Organisation in Deutschland gegeben werden solle und Moët & Chandon den Betrag um eine weitere Million Mark erhöhen würde. Die Ehefrau von Prinz Heinrich, Irene von Hessen-Darmstadt, solle über die Verwendung des Geldes entscheiden. Weiterhin forderte Moët & Chandon die Verhängung einer sechsmonatigen Haftstrafe für jeden, der behaupten würde, die bei der Taufe verwendete Marke sei Rheingold gewesen.
Am 13. November 1902 begann die Verhandlung, zu der auch Botschafter Holleben als Zeuge geladen wurde. Die Klage wurde am 7. November 1903 von der Zivilkammer abgewiesen. Zwar sah das Gericht es als erwiesen an, dass Söhnlein & Co. in Anzeigen die Unwahrheit zur verwendeten Schaumweinflasche publiziert hatte. Zu der Falschaussage sei es aber gekommen, weil der bestechliche amerikanische Werftbesitzer und der Vertreter von Moët & Chandon in den USA entgegen den Willensbekundungen des amerikanischen Präsidenten und des deutschen Kaisers gehandelt hätten. Die Gerichtskosten in Höhe von 40.000 Mark musste Moët & Chandon tragen. Ein Kommentator des Prozesses stellte fest, dass das Urteil den mit vielen Anzeigenschaltungen geführten „Angriff auf eine deutsche Firma“ abgeschlagen habe. Als Reaktion auf den Prozess wurde Moët & Chandon vom britischen König von der Liste der Hoflieferanten gestrichen.
Söhnlein & Co. nutzte die juristische Auseinandersetzung zu einer Reklamekampagne und gab die Broschüre „Von Rechts Wegen!“ heraus, die auf Verlangen an Interessenten übersandt wurde. Auch wurde 1904 das 60-seitige Werk „Ein Millionen-Prozess, Rückblick auf den Moët-Söhnlein-Prozess: an der Hand der Prozessakten“ von Richard Eichstedt zum Thema Unlauterer Wettbewerb veröffentlicht; beide Publikationen erschienen in der Deutschen Verlags-Anstalt in Stuttgart. Auch neun Jahre später wurde der „Millionenprozess“ immer noch zu Marketingzwecken verwendet:

„Wer erinnert sich nicht mit einigem Vergnügen des Millionenprozesses zwischen Söhnlein & Co. und einer französischen Firma, als es sich darum handelte, festzustellen, ob die in Amerika gebaute Rennyacht des deutschen Kaisers Meteor mit Rheingold oder einer französischen Marke getauft worden sei. Auf Schleichwegen wurde damals versucht, eine Täuschung zu vollführen und den vom Kaiser zur Tafel befohlenen und bereitstehenden Söhnlein-Sekt Rheingold von der Bildfläche hinweg in den Privatkeller eines beteiligten Amerikaners verschwinden zu lassen.“

### Berichterstattung
Die Schiffstaufe war der öffentlichkeitswirksame Höhepunkt der USA-Reise von Prinz Heinrich; Zeitungen vieler Länder berichteten darüber. Dazu trug auch die Beteiligung von Alice Roosevelt bei, die so weltweit bekannt wurde. Beachtung fanden auch Filmaufnahmen der Taufe und des Stapellaufs. Zum einen wurden von der Edison Manufacturing Company von Edwin S. Porter und Jacob Smith zwei Filme produziert: „Christening and Launching Kaiser Wilhelm’s Yacht Meteor“ sowie „Kaiser Wilhelm's Yacht Meteor Entering the Water“. Die Filme zeigten den Stapellauf aus zwei Perspektiven; das simultane Filmen mit verschiedenen Kameras und die spätere Präsentation beider Filme galten als filmische Innovation. American Mutoscope & Biograph brachte im März 1902 einen weiteren Film heraus: „The Meteor III Afloat“. Noch mehrere Wochen nach dem Stapellauf erschienen Artikel auf den Titelseiten der internationalen Presse, die das Ritual selbst und die nationale Bedeutung von Schaumwein behandelten.
Als der heimliche Austausch der Flaschen bekannt wurde, kam es erneut zu weltweiter Berichterstattung. Die deutsche Zeitungslandschaft geriet in Aufruhr. Die Presse sprach von einem deutsch-französischen Champagnerkrieg. Die französische Tageszeitung Le Figaro führte in einem Artikel auf der Titelseite vom 10. März 1902 detailliert die Unterlagen auf, die die Verwendung des französischen Produktes belegten.

„Alle deutschen Zeitungen beschäftigen sich in hitziger Auseinandersetzung mit dieser Angelegenheit, und sie versuchen, Argumente zu finden, die beweisen, dass es sich um einen deutschen Wein gehandelt habe, dem die Ehre [der Verwendung] bei dieser Zeremonie zuteil wurde. Ach! keine Begründung kann der Realität und den Tatsachen widersprechen! Es war in der Tat ein fröhlicher Champagner aus Frankreich, der eleganteste und französischste Wein, der an diesem Tag ein deutsches Schiff getauft hat.“

Die beiden Schaumweinmarken erlangten durch den Skandal weltweite Bekanntheit. Die Werbewirkung für die Marke Rheingold war um ein Vielfaches stärker, als sie bei einem reibungslosen Taufvorgang mit der vorgesehenen Flasche gewesen wäre. Der folgende Rechtsstreit mit seinem hohen Streitwert hielt das Interesse der deutschen und französischen Presse an der Auseinandersetzung noch über einen längeren Zeitraum wach.
Die Aufmerksamkeit, die die Vorgänge um die Schiffstaufe in der deutschen und französischen Öffentlichkeit hervorriefen, zeigt die nationale Bedeutung der jeweiligen Schaumweinmarken. Der Wettbewerb zwischen deutschen und französischen Herstellern war zu Anfang des 20. Jahrhunderts auf einem Höhepunkt angekommen. Er wurde rücksichtslos und konfrontativ ausgetragen, Produkte wurden im Marketing mit den jeweils gängigen nationalen Fremd- und Selbstbildern verknüpft. Die Öffentlichkeit wurde durch Anwendung moderner, bislang nur in den USA genutzter Kommunikationsstrategien in den Kampf um Marktanteile einbezogen. So wurde ein Taufakt auf beiden Seiten zur Produktpolitik genutzt, Anzeigen griffen Wettbewerbsthemen auf und in der Presse wurden redaktionelle Beiträge lanciert.